# HAPPINESS (ラジオ番組)
『HAPPINESS』（ハピネス）は、2007年10月7日から2013年9月29日までJ-WAVEで放送されていたラジオ番組。

## 放送時間
- 日曜 9:00 - 13:00（日本標準時）

## ナビゲーター
- 宮本絢子（2007年10月 - 2010年9月） - 番組終了後の2013年10月6日からは、後番組『SMILE ON SUNDAY』のナビゲーターとして再びこの時間帯を担当した。
- 冨永愛（2010年10月 - 2012年9月）
- 今宿麻美（2012年10月 - 2013年9月）

## コーナー

### 番組終了時のコーナー
- 9:20 - 9:45 NEW STYLES
- 10:00 - 10:30 KAGOME TASTE OF LIFE
- 11:10 - 11:20 DIANA Shoes ON FASHION
- 11:40 - 12:30 CHINTAI TOKYO-GRAPH（担当：シトウレイ）

### 途中で終了したコーナー
- GET AROUND - リポーターの nico による東京周辺各地からの現地リポート。
- ETERNAL SOUNDS - ゲストを迎えての対談。ゲストによる選曲とお気に入りの品を紹介。
- VOICE FROM THE WORLD（2007年10月 - 2010年3月） - 『MONOCLE』誌編集長のタイラー・ブリュレによる世界各地のリポート。
- TEPCO EARTH HUMMING - 地球や自然に関係する人物のインタビューを紹介。
- BE HAPPY!!
- SHOW ME!
- SHÛKAN CHINTAI presents TIME FOR BRUNCH - 2013年3月31日まで放送。ナビゲーターのはなが東京近辺の街の情報を紹介。